# یادگار نصرالدینوا
یادگار صادقُونا نصرالدینُوا (روسی: Ядгар Садыковна Насриддинова، ازبکی: Yodgor Sodiqovna Nasriddinova؛ ۲۶ دسامبر ۱۹۲۰ – ۷ آوریل ۲۰۰۶) سیاستمدار ازبک و عضو عالی‌رتبه شورای عالی اتحاد جماهیر شوروی سوسیالیستی بود. او پس از خدمت در اتحادیه جوانان کمونیست لنینیست شوروی، مراتبی را در جمهوری سوسیالیستی ازبکستان شوروی کسب نمود و از ۱۹۵۸ تا ۱۹۷۴ معاونت شورای عالی را متقبل شد. به همین ترتیب، بین سال‌های ۱۹۵۹ تا ۱۹۷۰ معاون رئیس پرزیدیوم شورای عالی و تا ۱۹۷۴ رئیس شورای ملل شورای عالی را متعهد گشت. او پس از مرگ لئونید برژنف و در جریان تحقیقات دربارهٔ پرونده فساد پنبه ازبکستان در ۱۹۸۸ از حزب کمونیست کنار گذاشته شد، اما در ۱۹۹۱ مجدداً به عضویت در حزب بازگشت زیرا اتهامات رشوه علیه او قابل اثبات نبود. نصرالدینوا در طول حیات سیاسی، چهار بار نشان لنین و دوبار نشان پرچم سرخ کار را دریافت نمود.

## اوایل زندگی
یادگار صادقُونا نصرالدینُوا مطابق با ۲۶ دسامبر ۱۹۲۰ در خوقند جمهوری سوسیالیستی خودمختار ترکستان شوروی به دنیا آمد. پدرش یک بارزن بود و سه ماه پیش از تولد دخترش فوت کرد؛ همسرش که در آن زمان ۱۳ سال داشت نام فرزندش را «یادگار» گذاشت، نامی که در کشورهای مسلمان بر روی یتیمان پسر و دختر می‌گذارند. پدربزرگش، او و مادرش را مجبور به نقل مکان کرد و آنها را به روستای دیگری در ۵۰ کیلومتری خانه‌شان فرستاد. مادر نصرالدینوا دوباره ازدواج کرد و ناپدری جدیدش چندان با او راحت نبود. چهار سال پس از تولد، جمهوری سوسیالیستی خودمختار ترکستان شوروی تقسیم شد و منطقه تولد او در جمهوری سوسیالیستی ازبکستان شوروی قرار گرفت. ناپدری جدیدش در شش سالگی او را به کنار جاده برد و رها کرد. رهگذران که او را در کنار جاده دیدند، به حالش ترحم نمودند و پذیرای او شدند؛ همین‌طور او را از خانه‌ای به خانه‌ای دیگر می‌فرستادند. نخستین یتیم‌خانه ازبکستان در ۱۹۳۱ ساخته شد و نصرالدینوا تحت سرپرستی یتیم‌خانه قرار گرفت؛ آنها نیز او را به یک هنرستان برای تحصیل فرستادند. نصرالدینوا موفق به ادامه تحصیل شد و در ۱۹۴۱ از مؤسسه مهندسین ترابری ریلی تاشکند فارغ‌التحصیل گشت.

## حرفه و فعالیت سیاسی
نصرالدینوا در ۱۹۴۱ به عنوان مهندس در راه‌آهن تاشکند استخدام شد و همزمان تحصیلات تکمیلی خود را در مؤسسه تاشکند ادامه داد. او همین‌طور به عنوان سرکارگر در پروژه آب‌انبار کاتا-کورگان فعالیت داشت و سال بعد سرپرستی خدمه‌ای را که خط ریلی بین تاشکند و معدن آنگرنوگل را می‌ساختند به عهده گرفت. نصرالدینوا در ۱۹۴۲ به حزب کمونیست پیوست و دبیر کمیته مرکزی اتحادیه جوانان کمونیست لنینیست در آموزشگاه‌های ازبکستان شد. در همین احوال، او همسر دوم سراج نورالدینف، کهنه‌سرباز و دبیر کمیته منطقه‌ای حزب شد که بعدها به عنوان رئیس اتحادیه‌های کارگری ازبکستان خدمت کرد. نورالدینف رقیب سیاسی شرف رشیدف بود و اختلافشان عمدتاً براساس اتحاد بر سر مناصب رهبری بین نخبگان ازبک تاشکند و فرغانه بود که با انتقال پایتخت در ۱۹۳۰ از سمرقند، منطقه میراثی رشیدف، نمایان گشت. نصرالدینوا در ۱۹۴۶ به عنوان دبیر اول کومسومول کمیته منطقه‌ای تاشکند ازبکستان منصوب گشت. فراغت از تحصیلش در ۱۹۴۷ واقع شد و همین‌طور در کومسومول و حزب منطقه‌ای مناصبی را کسب نمود. در ۱۹۵۲ سرپرستی وزارت صنایع ازبکستان را بر عهده گرفت. سه سال بعد، نصرالدینوا به عنوان معاون رئیس شورای وزیران جمهوری سوسیالیستی ازبکستان شوروی انتخاب شد و سپس در ۱۹۵۹ با عنوان رئیس پرزیدیوم شورای عالی جمهوری سوسیالیستی ازبکستان شوروی، جانشین شرف رشیدف گشت.

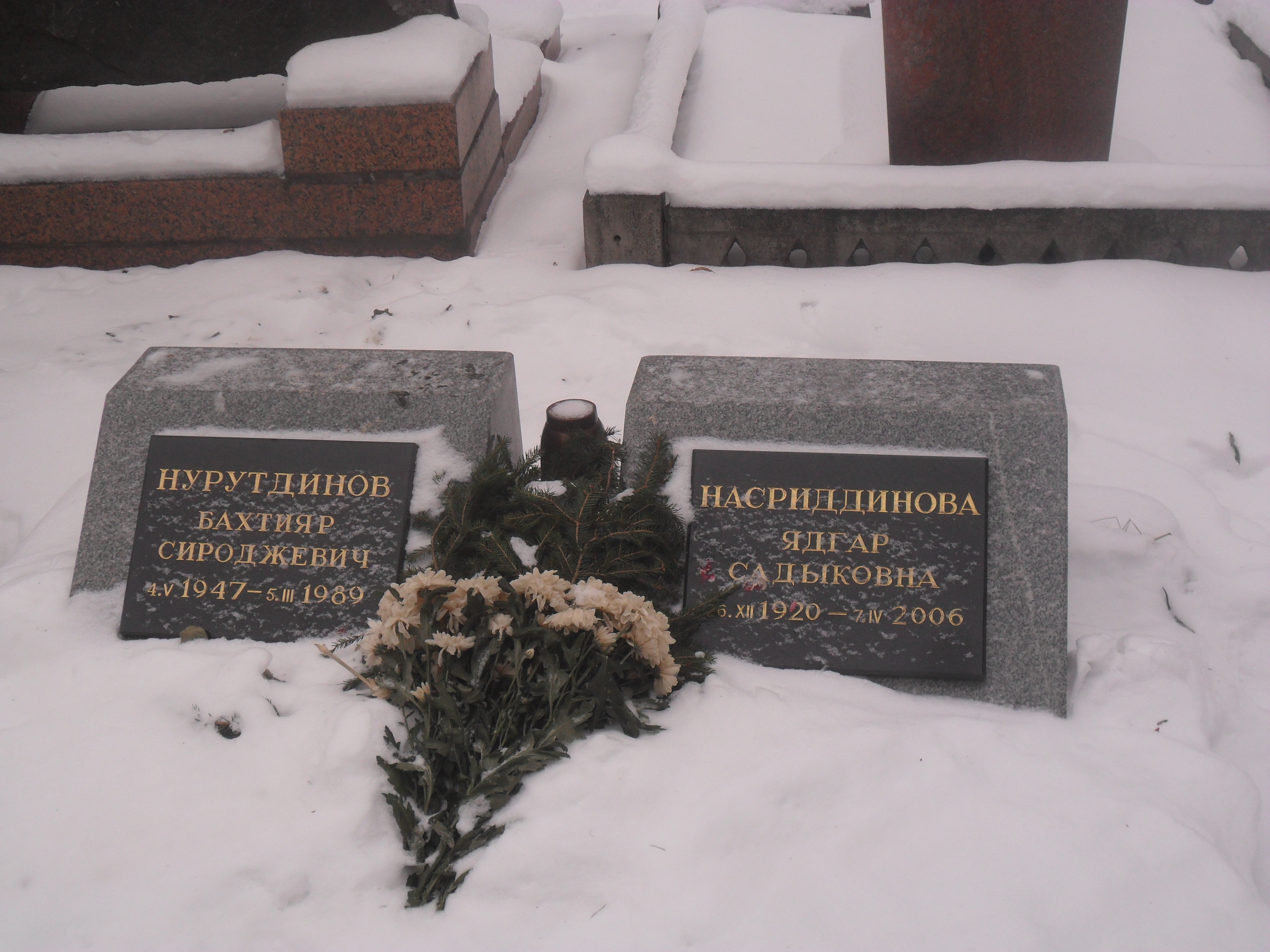
قبر یادگار نصرالدینوا و پسرش بختیار نورالدینف در گورستان کنتسفو.

نصرالدینوا همزمان در ۱۹۵۹ به عنوان نایب رئیس پرزیدیوم شورای عالی اتحاد جماهیر شوروی انتخاب شد. تنش بین رشیدف و نصرالدینوا ادامه داشت و پس از شورش‌های قومی در ۱۹۶۹، رشیدف راهی برای بیرون راندن رقیب خود با سرزنش حامیان او به خاطر دامن زدن به خشونت و نقص امنیتی دید. جناج نصرالدینوا رشیدف را مقصر دانست، اما این نصرالدینوا بود که به زودی ازبکستان را ترک می‌کرد. او در ۱۹۷۰ به مسکو نقل مکان کرد و رئیس شورای ملل اتحاد جماهیر شوروی شد. پس از اینکه نصرالدینوا ازبکستان را ترک کرد، رشیدف توانست شبکه‌های خود را با استفاده از حمایت گسترده بسط دهد تا رقبای خود را به حامیان وفادار تبدیل کند. او همین‌طور قدرت خود را با فرستادن خانواده و دوستان به مناصب عالی دولتی و توزیع منابع تثبیت نمود. در پایان دوره مسئولیت نصرالدینوا در ۱۹۷۴، نیکولای پودگورنی رئیس پرزیدیوم شورای عالی از او در مورد حفظ سمت پرسش کرد. هنگامی که نصرالدینوا موافقت کرد، پودگورنی او را برای بررسی به دفتر سیاسی حزب کمونیست اتحاد جماهیر شوروی معرفی کرد اما رشیدف که رقیب سیاسی او بود و در آن زمان دبیری اول حزب کمونیست ازبکستان بر عهده داشت، از این نامزدی جلوگیری کرد و ادعا نمود که شواهدی دارد که نصرالدینوا در فساد دست داشت. کمیته مرکزی در آن زمان تحقیقی انجام نداد اما انتصاب او به عنوان معاون وزیر صنعت مصالح ساختمانی اتحاد جماهیر شوروی در ۱۹۷۴ و رئیس کمیته امور آسیا و آفریقا نشانه‌های آشکاری از افول او به نفع حزب بود. در ۱۹۷۹ نصرالدینوا از مناصب بازنشسته شد اما به ازبکستان بازنگشت زیرا هر دو فرزندش در مسکو زندگی می‌کردند و شوهرش در ۱۹۶۶ فوت کرده بود. نصرالدینوا در طول دوران سیاسی و حرفه‌ای خود چهار بار نشان لنین، دوبار نشان پرچم سرخ کار، نشان برجسته افتخار و غیره را دریافت نمود.
نصرالدینوا در تمام مدت تصدی قدرت خود یکی از مخالفان سرسخت بازگشت مردم تاتار کریمه به کریمه بود، حتی صراحتاً در دیدار با فعالان حقوق مدنی تاتارهای کریمه اظهار داشت که با بازگشت آنها به کریمه به دلیل نیاز به نیروی کار در جمهوری سوسیالیستی ازبکستان شوروی مخالف است.
برژنف در ۱۹۸۲ درگذشت و رشیدف نیز در سال بعد از آن فوت نمود و دریچه‌ای را برای تحقیقات جدید در مورد فسادی که در دوران رهبری آنها رخ داده بود باز کرد. تلمان گدلیان و نیکولای ایوانف در ۱۹۸۳ بابت پرونده فساد در ازبکستان، موسوم به فساد پنبه شروع به تحقیقات کردند. آنها اسنادی را کشف کردند که مقرر می‌داشت هرمان کاراکزف به دخالت نصرالدینوا در پرونده یقین حاصل نمود اما مداخله لئونید برژنف دبیرکل کمیته مرکزی بازداشت او را در ۱۹۷۵ ناکام گذاشت. نصرالدینوا نیز نخستین بار توسط مطلبی که در روزنامه ایزوستیا در ۱۹۸۷ منتشر شد از این تحقیق مطلع گشت. در آن مطلب مرقوم شده بود که او با اینکه رئیس پرزیدیوم ازبکستان بود، به دریافت رشوه به مبلغ صدهزار روبل و انتقال طلا به بانک‌های سوئیس متهم شده است. همین‌طور آرکادی ساخنین روزنامه‌نگار محقق ادعا کرد که نصرالدینوا هزینه عروسی مجلل پسرش را با بودجه دولتی پرداخت نموده است که با سرزنش برژنف روبرو شد امام اقدام دیگری علیه او صورت نگرفت. اتهاماتی که رشیدف در ۱۹۷۷ مطرح کرد مجدداً در ۱۹۸۸ و به‌طور رسمی بیان شد و نصرالدینوا را از عضویت در حزب و مستمری محروم کرد. اتهاماتی که علیه نصرالدینوا مطرح شده بود در دسامبر ۱۹۹۰ رد شد زیرا شواهد علیه او بسنده نبود؛ در پی آن، او در ۱۹۹۱ از اتهامات مبری و دوباره به عضویت حزب درآمد. نصرالدینوا اصرار داشت که هرگز درگیر فساد نبوده و مدارک علیه او جعلی است، همین‌گونه از روزنامه ایزوستیا خواست که اتهامات علیه او را رد کرده و در مطلبی منتشر کند.

## مرگ
نصرالدینوا مطابق ۷ آوریل ۲۰۰۶ در مسکو درگذشت و در گورستان کنتسفو به خاک سپرده شد.